# Vương Đông Phong
Vương Đông Phong (tiếng Trung: 王东峰; bính âm Hán ngữ: Wáng Dōng Fēng; sinh tháng 2 năm 1958) là người Hán, chuyên gia kinh tế, chính trị gia nước Cộng hòa Nhân dân Trung Hoa. Ông là Phó Chủ tịch kiêm Tổng thư ký Ủy ban Toàn quốc Hội nghị Hiệp thương Chính trị Nhân dân Trung Quốc, Ủy viên Ủy ban Trung ương Đảng Cộng sản Trung Quốc khóa XIX. Ông từng là Bí thư Tỉnh ủy tỉnh Hà Bắc, Chủ nhiệm Ủy ban Thường vụ Nhân Đại kiêm Bí thư thứ nhất Quân ủy Quân khu Hà Bắc; Phó Bí thư Thành ủy Thiên Tân, Bí thư Đảng tổ, Thị trưởng Chính phủ Nhân dân thành phố Thiên Tân, một trong bốn thành phố trực thuộc Trung ương của Trung Quốc; Phó Bí thư chuyên chức Thành ủy Thiên Tân; Ủy viên Đảng tổ, Phó Tổng cục trưởng Tổng cục Quản lý hành chính Công Thương Quốc gia Trung Quốc.
Vương Đông Phong là Đảng viên Đảng Cộng sản Trung Quốc, học vị Thạc sĩ Kinh tế học, học hàm Nhà kinh tế cao cấp.

## Xuất thân và giáo dục
Vương Đông Phong là người Hán sinh tháng 2 năm 1958, người Tây An, tỉnh Thiểm Tây, Cộng hòa Nhân dân Trung Hoa. Tháng 9 năm 1979 đến tháng 7 năm 1981, Vương Đông Phong theo học chuyên ngành kế toán tại Trường Tài chính và thương mại thành phố Tây An, tỉnh Thiểm Tây. Tháng 12 năm 1980, ông được kết nạp Đảng Cộng sản Trung Quốc. Tháng 9 năm 1982 đến tháng 7 năm 1984, ông theo học chuyên ngành quản lý doanh nghiệp khoa kinh tế thương mại tại Học viện Cán bộ quản lý tài chính và thương mại tỉnh Thiểm Tây. Tháng 9 năm 1994 đến tháng 12 năm 1996, ông theo học chính quy chuyên ngành quản lý kinh tế, Học viện Hàm thụ thuộc Trường Đảng Trung ương Đảng Cộng sản Trung Quốc. Tháng 9 năm 1999 đến tháng 7 năm 2001, ông theo học nghiên cứu sinh tại chức chuyên ngành kinh tế học ứng dụng tại Đại học Giao thông Tây An và được trao học vị Thạc sĩ Kinh tế học. Tháng 3 năm 2000 đến tháng 1 năm 2003, ông theo học chuyên ngành triết học lớp nghiên cứu sinh tại chức, Viện Nghiên cứu sinh thuộc Trường Đảng Trung ương Đảng Cộng sản Trung Quốc.
Tháng 3 năm 2003 đến tháng 1 năm 2005, ông theo học chuyên ngành lý luận luật học lớp nghiên cứu sinh tại chức, Viện Nghiên cứu sinh thuộc Trường Đảng Trung ương Đảng Cộng sản Trung Quốc. Tháng 5 đến tháng 7 năm 2007, ông theo học lớp nghiên cứu chiến lược quốc phòng tại Đại học Quốc phòng Trung Quốc. Tháng 5 đến tháng 7 năm 2010, ông theo học lớp nâng cao cán bộ cấp tỉnh bộ tại Trường Đảng Trung ương Đảng Cộng sản Trung Quốc.

## Sự nghiệp

### Các giai đoạn

#### Thiểm Tây
Tháng 7 năm 1981, sau khi tốt nghiệp đại học, Vương Đông Phong bắt đầu sự nghiệp của mình, ông về công tác ở công ty cung ứng du lịch thành phố Tây An, tỉnh Thiểm Tây. Tháng 7 năm 1984, Vương Đông Phong chuyển đến công tác ở phòng nghiệp vụ tổng hợp thuộc Văn phòng Tài chính và thương mại Chính phủ nhân dân thành phố Tây An, cán bộ Ban Tài chính và thương mại Thành ủy Tây An. Tháng 7 năm 1987, ông được luân chuyển làm thư ký Ban thư ký, hàm Phó Trưởng phòng thuộc Văn phòng Thành ủy Tây An.
Tháng 8 năm 1989, ông được bổ nhiệm giữ chức Trưởng phòng Pháp quy chính sách kiêm Chủ nhiệm Phòng nghiên cứu chính sách thuộc Cục Quản lý Hành chính Công thương thành phố Tây An, tỉnh Thiểm Tây. Tháng 7 năm 1991, Vương Đông Phong được bổ nhiệm làm Phó Cục trưởng Cục Quản lý Hành chính Công thương thành phố Tây An. Tháng 5 năm 1996, ông được bổ nhiệm giữ chức Phó Bí thư Đảng ủy Cục Quản lý Hành chính Công thương thành phố, Cục trưởng Cục Quản lý Hành chính Công thương thành phố Tây An. Tháng 2 năm 1998, ông được bổ nhiệm làm Bí thư Ban Cán sự Đảng Cục Quản lý Hành chính Công thương tỉnh, Cục trưởng Cục trưởng Cục Quản lý Hành chính Công thương tỉnh Thiểm Tây. Tháng 1 năm 2001, ông được bổ nhiệm làm Phó Bí thư Thành ủy Vị Nam, Thị trưởng Chính phủ nhân dân thành phố Vị Nam, tỉnh Thiểm Tây. Tháng 1 năm 2003, ông được luân chuyển giữ chức Bí thư Thành ủy Đồng Xuyên, tỉnh Thiểm Tây.

#### Cơ quan trung ương
Tháng 7 năm 2004, Vương Đông Phong được bổ nhiệm làm Phó Tổng cục trưởng Tổng cục Quản lý Hành chính Công thương Quốc gia Trung Quốc. Ngày 14 tháng 11 năm 2012, tại phiên bế mạc của Đại hội Đảng Cộng sản Trung Quốc lần thứ 18, ông được bầu làm Ủy viên Ủy ban Kiểm tra Kỷ luật Trung ương Đảng Cộng sản Trung Quốc khóa XVIII (CCDI).

### Thiên Tân
Tháng 4 năm 2013, Vương Đông Phong được luân chuyển giữ chức Phó Bí thư chuyên trách Thành ủy Thiên Tân. Nửa đêm ngày 10 tháng 9 năm 2016, trang web của Ủy ban Kiểm tra Kỷ luật Trung ương Đảng Cộng sản Trung Quốc đột nhiên đăng thông báo ngắn gọn: "Quyền Bí thư Thành ủy, Thị trưởng Thiên Tân Hoàng Hưng Quốc có dấu hiệu vi phạm kỷ luật nghiêm trọng, hiện đang bị tổ chức điều tra"; cụm từ vi phạm kỷ luật nghiêm trọng thường được Trung Quốc sử dụng để ám chỉ tham nhũng. Ngày 14 tháng 9 năm 2016, Vương Đông Phong được bổ nhiệm làm Phó Bí thư Thành ủy Thiên Tân, Phó Thị trưởng Chính phủ nhân dân thành phố Thiên Tân, quyền Thị trưởng Chính phủ nhân dân thành phố Thiên Tân thay thế Hoàng Hưng Quốc. Ngày 6 tháng 11 năm 2016, ông chính thức được bầu giữ chức vụ Thị trưởng Chính phủ nhân dân thành phố Thiên Tân. Ngày 24 tháng 10 năm 2017, tại phiên bế mạc Đại hội Đảng Cộng sản Trung Quốc lần thứ XIX, ông được bầu làm Ủy viên Ủy ban Trung ương Đảng Cộng sản Trung Quốc khóa XIX.

### Hà Bắc
Ngày 28 tháng 10 năm 2017, Vương Đông Phong được luân chuyển làm Ủy viên Tỉnh ủy, Ủy viên Ban Thường vụ Tỉnh ủy và Bí thư Tỉnh ủy Hà Bắc kế nhiệm Triệu Khắc Chí. Ngày 29 tháng 1 năm 2018, tại hội nghị lần thứ nhất của Đại hội Đại biểu Nhân dân tỉnh Hà Bắc khóa XIII, ông được bầu kiêm nhiệm chức vụ Chủ nhiệm Ủy ban Thường vụ Đại hội Đại biểu Nhân dân tỉnh Hà Bắc, lãnh đạo toàn diện tỉnh Hà Bắc.